# جریس تادرس
جریس تادرس (عربی: جريس تادرس؛ زادهٔ ۱۷ نوامبر ۱۹۷۲) بازیکن فوتبال اهل اردن بود.
از باشگاه‌هایی که در آن بازی کرده‌است می‌توان به باشگاه ورزشی الفیصلی اشاره کرد.
وی همچنین در تیم ملی فوتبال اردن بازی کرده‌است.